# Салцбург (држава)
Салцбург је једна од 9 савезних покрајина Републике Аустрије, у њеном средишњем делу. Главни град покрајине Салцбург је истоимени град Салцбург.

## Положај
Салцбург заузима средишњи део Аустрије. Покрајина се граничи:
- на северу - покрајина Горња Аустрија,
- на истоку - покрајина Штајерска,
- на југу - покрајина Корушка,
- на западу - Тирол,
- на северозападу - Немачка.

## Природне одлике
Са површином од 7.155 km² Салцбург је по величини шеста покрајина у држави.
Рељеф: Салцбург је планинско подручје, у срцу Алпа. Само је крајње северни део покрајине котлински и на надморској висини испод 500 метара. У већем делу покрајине се пружају Алпи и то: на југоистоку Високи Тауерн, на западу Берхтесгаденски Алпи, на истоку Дахштајнски Алпи. На крајњем северозападу налазе Тауерн Алпи, чији врхови прелазе висину од 3.000 метара. Унутар датог предела пружа се низ уских и дубоких долина, од којих је најпознатија долина реке Салцах. Надморска висина је око 350-600 метара. Остали део је изразито планински, састављен од низа планина у оквиру Алпа, на приближно 550-650 метара надморске висине.
Клима: Због значајне надморске висине и планинског тла Салцбург има оштрију континенталну климу, која само у највишим деловима прелази у планинску.
Воде: Средишњим делом Салцбурга протиче река Салцах, који се данас сматра саставним делом покрајинског идентитета. У источном делу налазе се изворишни делови река Муре и Енса. Долине датих река су главне везе средишњег дела покрајине са окружењем. Поред водотока, у Салцбургу постоји и низ ледничких језера, од који су позната: Целер, Волфганг, Обертрумер и Монд.

## Историја
Салцбург је древна област у историји Европе, позната под датим називом још у средњем веку. Данашња покрајина настала је од Војводства Салцбург по образовању Републике Аустрије после Првог светског рата, без мењања његових историјских граница.

## Становништво
По последњим подацима из 2011. године Салцбург има преко 530 хиљада становника, па је седма аустријска покрајина по броју становника. Последњих деценија број становника расте.
Густина насељености је око 75 ст./км², што нешто ниже од државног просека. Део уз град Салцбург је много боље насељен (>150 ст./км²), док су планински крајеви на југу много мање густине насељености (<50 ст./км²).
Етнички састав: Салцбург је традиционално насељен аустријским Немцима. Историјских мањина нема, али се последњих деценија овде населио значајан број досељеника (посебно Југословена и Турака), посебно у већим насељима.

## Привреда
Салцбург је високо развијена покрајина, посебно околина града Салцбурга. Ту је смештена и најгушћа мрежа саобраћајница.
Пољопривреда: Иако је последњих деценија са бржом индустријализацијом дошло до смањења значаја пољопривреде она је и даље развијена, посебно сточарство.
Индустрија: Преовлађује високо развијена индустрија везана за подручја Салцбурга и Халајна.
Туризам: Постоји неколико развијених туристичких грана у Салцбургу. Град Салцбург је због свог вредног старог језгра убројан на списак културне баштине УНЕСКО-а, па је и друго по посећености туристичко одредиште у Аустрији (после Беча). Посебно је развијен зимски и скијашки туризам на Алпима (области Ски Амаде, Понгау и Салцкамергут, место Бишофсхофен), али и туризам на води, везан за бројна језера. Поред тога, овде је смештена и светски позната бања Бад Гаштајн.

## Управна подела
Покрајина се дели на 6 подручних јединица - округа (Bezirk) - 1 градски округ (тзв. статутарни град) и 5 „уобичајених“ округа. Даље се окрузи деле на општине - укупно њих 119.
| Бр. | Статутарни град /градски округ | Матични назив | Површина (у km²) | Број ст. (2010) | скр. |
| --- | ------------------------------ | ------------- | ---------------- | --------------- | ---- |
| 1.  | Салцбург                       | Salzburg      | 65,678           | 147.571         | S    |

| Бр. | Округ                         | Матични назив               | Град - седиште        | Површина (у km²) | Број ст. (2010) | скр. |
| --- | ----------------------------- | --------------------------- | --------------------- | ---------------- | --------------- | ---- |
| 1.  | Салцбург-Окружење             | Bezirk Salzburg-Umgebung    | Салцбург              | 1.004,36         | 141.552         | SL   |
| 2.  | Санкт Јохан им Понгау (округ) | Bezirk St. Johann im Pongau | Санкт Јохан им Понгау | 1.755,37         | 54.695          | JO   |
| 3.  | Тамсвег (округ)               | Bezirk Tamsweg              | Тамсвег               | 1.004,36         | 20.975          | TA   |
| 4.  | Халајн (округ)                | Bezirk Hallein              | Халајн                | 668,31           | 56.957          | HA   |
| 5.  | Цел ам Зе (округ)             | Bezirk Zell am See          | Цел ам Зе             | 2.640,85         | 84.531          | ZE   |

## Збирка слика важнијих градова покрајине
- Халајн
- Санкт Јохан им Понгау
- Тамсвег
- Цел ам Зе